# Park Royal & Twyford Abbey (London Underground)
Park Royal & Twyford Abbey ist eine ehemalige Station der London Underground an der District Line. Sie lag etwas nördlich der heutigen Station Park Royal der Piccadilly Line, an der Strecke von Ealing Common nach Rayners Lane.
Die Station wurde am 23. Juni 1903 durch die Metropolitan District Railway (Vorgängergesellschaft der heutigen District Line) eröffnet, um das kurz zuvor eröffnete Ausstellungsgelände der Royal Agricultural Society besser zu erschließen. Fünf Tage lang war hier Endstation, bis die Strecke am 28. Juni nach South Harrow verlängert wurde.
Trotz der guten Erreichbarkeit (an der Ostseite lag eine Station der Central Line) war der Ausstellung kein Erfolg beschieden und sie schloss nach wenigen Jahren ihre Tore. Am 5. Juli 1931 wurde die Station zugunsten der am folgenden Tag eröffneten Station Park Royal geschlossen und bald darauf demontiert. Obwohl sie an der heutigen Piccadilly Line lag, war die Station nie von ihr bedient worden, da bis 1932 nur die District Line diesen Streckenast befuhr.